# Swietłana Pietrenko
Swietłana Pietrenko (ur. 27 maja 1974) – mołdawska szachistka, arcymistrzyni od 2001, posiadaczka męskiego tytułu mistrza międzynarodowego od 2004 roku.

## Kariera szachowa
W turniejach międzynarodowych zaczęła uczestniczyć po rozpadzie Związku Radzieckiego. W 1992 r. reprezentowała Mołdawię na mistrzostwach świata do 18 lat w Duisburgu, natomiast w 1993 r. – na mistrzostwach Europy do 20 lat w Svitavach. W 1995 r. uczestniczyła w rozegranym w Kiszyniowie turnieju międzystrefowym (eliminacji mistrzostw świata). W 1999 r. zwyciężyła (wspólnie z Adiną-Marią Bogzą) w kołowym międzynarodowym turnieju w Bukareszcie, natomiast w 2000 r. w tym mieście podzieliła II miejsce. W 2001 i 2004 r. dwukrotnie zakwalifikowała się do pucharowych turniejów o mistrzostwo świata. W pierwszym przypadku (w Moskwie) w I rundzie zwyciężyła Tatianę Kononenko, ale w II rundzie przegrała ze zwyciężczynią turnieju Zhu Chen, natomiast w drugim (w Eliście) w I rundzie wyeliminowana została przez Nataliję Żukową. W 2004 r. zajęła również I m. we Lwowie, w 2005 r. zwyciężyła w Petersburgu oraz podzieliła I m. (wspólnie z Gabrielą Olărașu, Ljilją Drljević i Iriną Czeluszkiną) w Belgradzie, w 2006 i 2007 r. w tym mieście dwukrotnie samodzielnie zwyciężyła, a w 2008 r. podzieliła II m. (za Natašą Bojković, wspólnie z Swietłaną Matwiejewą i Jovanką Houską), natomiast w 2009 r. podzieliła II m. (za Jewgieniją Dołuchanową, wspólnie z Anastazją Karłowicz) w Charkowie. W 2010 r. zdobyła w Kiszyniowie tytuł indywidualnej wicemistrzyni Mołdawii.
W latach 1998–2008 pięciokrotnie (w tym 4 razy na I szachownicy) reprezentowała swój kraj na szachowych olimpiadach. Była również dwukrotną (2001, 2003) uczestniczką drużynowych mistrzostw Europy, największy sukces osiągając w 2001 r. w León, gdzie wspólnie z Almirą Skripczenko-Lautier zdobyła srebrny medal.
Najwyższy ranking w karierze osiągnęła 1 stycznia 2005 r., z wynikiem 2364 punktów zajmowała wówczas 93. miejsce na światowej liście FIDE, jednocześnie zajmując 1. miejsce wśród mołdawskich szachistek.